# Waupun
Waupun és una població dels Estats Units a l'estat de Wisconsin. Segons el cens del 2000 tenia 10.718 habitants.

## Demografia
Segons el cens del 2000, Waupun tenia 10.718 habitants, 3.351 habitatges, i 2.228 famílies. La densitat de població era de 1.121,5 habitants per km².
Dels 3.351 habitatges en un 32,2% hi vivien nens de menys de 18 anys, en un 54,1% hi vivien parelles casades, en un 9,3% dones solteres, i en un 33,5% no eren unitats familiars. En el 29,6% dels habitatges hi vivien persones soles el 15% de les quals corresponia a persones de 65 anys o més que vivien soles. El nombre mitjà de persones vivint en cada habitatge era de 2,38 i el nombre mitjà de persones que vivien en cada família era de 2,96.
Per edats la població es repartia de la següent manera: un 19,9% tenia menys de 18 anys, un 11,6% entre 18 i 24, un 36,1% entre 25 i 44, un 18,9% de 45 a 60 i un 13,4% 65 anys o més.
L'edat mediana era de 35 anys. Per cada 100 dones de 18 o més anys hi havia 161,2 homes.
La renda mediana per habitatge era de 40.597 $ i la renda mediana per família de 50.820 $. Els homes tenien una renda mediana de 34.795 $ mentre que les dones 23.517 $. La renda per capita de la població era de 16.947 $. Aproximadament el 4,4% de les famílies i el 5,5% de la població estaven per davall del llindar de pobresa.

## Fills il·lustres
- Henrietta Ware, compositora.

## Poblacions més properes
El següent diagrama mostra les poblacions més properes.